# Vriesea longistaminea
Vriesea longistaminea là một loài thuộc chi Vriesea. Đây là loài đặc hữu của Brasil.